# جوف الرحم
جوف الرحم هو الجزء الداخلي من الرحم.
لديه شكل مثلث، تتشكل قاعدته من السطح الداخلي للقاع بين فتحات قناة فالوب، وقمته من قناة عنق الرحم والتي من خلالها يتصل التجويف مع قناة عنق الرحم. تجويف الرحم هو مجرد شقّ، مسطّح في الأمام.